# Gruta da Beira
A Gruta da Beira é uma gruta portuguesa localizada no povoado da Beira, concelho de Velas, ilha de São Jorge, arquipélago dos Açores.
Esta cavidade apresenta uma geomorfologia de origem vulcânica em forma de tubo de lava localizado em encosta.
Este acidente geológico apresenta um comprimento de 200 m. por uma largura máxima de 10 m. e por uma altura também máxima de 10 m.

## Espécies observáveis[2]
- Pseudoblothrus oromii Pseudoscorpiones Syarinidae
- Gen.nov. sp. nov. Crustacea Trichoniscidae
- Lepidocyrtus curvicollis Collembola Entomobryidae
- Folsomia fimetaria Collembola Isotomidae
- Folsomia norvegica Collembola Isotomidae
- Bourletiella viridescens Collembola Sminthuridae
- Tomocerus minor Collembola Tomoceridae